# Марјанчаци
Марјанчаци су насељено место у саставу града Валпова у Осјечко-барањској жупанији, Република Хрватска.

## Историја
До територијалне реорганизације у Хрватској налазили су се у саставу старе општине Валпово.

## Становништво
На попису становништва 2011. године, Марјанчаци су имали 308 становника.

## Попис1991.
На попису становништва 1991. године, насељено место Марјанчаци је имало 322 становника, следећег националног састава:
| Попис 1991.‍  | Попис 1991.‍  | Попис 1991.‍ | Попис 1991.‍ | Попис 1991.‍ |
| ------------ | ------------ | ----------- | ----------- | ----------- |
|              |              |             |             |             |
| Хрвати       | Хрвати       |             | 318         | 98,75%      |
| неопредељени | неопредељени |             | 1           | 0,31%       |
| непознато    | непознато    |             | 3           | 0,93%       |
| укупно: 322  |              |             |             |             |